# Premio de la Crítica de poesía catalana
El "Premio de la Crítica de poesía catalana" es un galardón literario anual que, desde 1978, concede cada año la Asociación Española de Críticos Literarios a la mejor obra de narrativa escrita en lengua catalana durante el año anterior.

## Historia
Aunque se entregaron por primera vez en 1962, no se volvieron a conceder hasta 1976. En 1977 no se concedió por un problema de fechas, y a partir de 1978 ya se entregaron de forma anual.
El premio, que no tiene dotación económica, es concedido durante el mes de abril de cada año, tras la deliberación de un jurado integrado por 22 miembros de la Asociación Española de Críticos Literarios, que también conceden el "Premio de la Crítica de narrativa catalana".
La Asociación Española de Críticos Literarios concede otros Premios de la Crítica, a obras escritas en las otras tres lenguas oficiales en España, español, gallego y euskera.
El autor más veces galardonado con el Premio de la Crítica de poesía catalana ha sido Miquel Martí i Pol, galardonado en tres ocasiones, en 1979, 1991 y 1994.

## Premiados en poesía catalana
| Edición | Año  | Obra ganadora                   | Autor                      |
| ------- | ---- | ------------------------------- | -------------------------- |
| 46a     | 2021 | La vista als dits               | Joan Todó                  |
| 45a     | 2020 | Sempre és tard                  | Maria Josep Escrivà        |
| 44a     | 2019 | Ictiosaure                      | Dolors Miquel              |
| 43a     | 2018 | El nus la flor                  | Enric Casasses             |
| 42a     | 2017 | Convivència d'aigües            | Zoraida Burgos i Matheu    |
| 41a     | 2016 | Poesia completa                 | Lluís Solà                 |
| 40a     | 2015 | Mur                             | Gemma Gorga                |
| 39a     | 2014 | Ningú més i l'ombra             | Màrius Sampere             |
| 38a     | 2013 | Alba del vespre                 | Carles Duarte              |
| 37a     | 2012 | Vetlla                          | Jordi Llavina              |
| 36a     | 2011 | Pagèsiques                      | Perejaume                  |
| 35a     | 2010 | Teranyines                      | Anna Montero               |
| 34a     | 2009 | L'ombra dels dies roja          | Carles Miralles            |
| 33a     | 2008 | Rebel·lió de la sal             | Teresa Pascual             |
| 32a     | 2007 | Casa de Misericòrdia            | Joan Margarit              |
| 31a     | 2006 | Nura                            | Ponç Pons                  |
| 30a     | 2005 | Monstres                        | Josep Lluís Aguiló         |
| 29a     | 2004 | Terra Cansada                   | Jordi Pàmias               |
| 28a     | 2003 | Bressoleig a l'insomi de la ira | María Beneyto              |
| 27a     | 2002 | Les imminències                 | Màrius Sampere i Passarell |
| 26a     | 2001 | De veu en veu                   | Lluís Solà                 |
| 25a     | 2000 | Llibre de frontera              | Jaume Pont                 |
| 24a     | 1999 | Cor meu, el món                 | Jordi Sarsanedas           |
| 23a     | 1998 | Viure després                   | Carles Torner              |
| 22a     | 1997 | El germà de Catul               | Jordi Cornudella           |
| 21a     | 1996 | Els jardins botánics            | Joan Perucho               |
| 20a     | 1995 | Passat festes                   | Joan Brossa                |
| 19a     | 1994 | Un hivern plàcid                | Miquel Martí i Pol         |
| 18a     | 1993 | No hi érem                      | Enric Casasses             |
| 17a     | 1992 | Curset de natació               | Antoni Puigverd            |
| 16a     | 1991 | Suite de Parlavà                | Miquel Martí i Pol         |
| 15a     | 1990 | En quarentena                   | Narcís Comadira            |
| 14a     | 1989 | Un viatge d'hivern              | Antoni Marí                |
| 13a     | 1988 | El vendaval                     | Pere Gimferrer             |
| 12a     | 1987 | El jove                         | Blai Bonet                 |
| 11a     | 1986 | Sonets a Gofredina              | Joan Brossa                |
| 10a     | 1985 | Cròniques de l'ultrason         | Josep Vicenç Foix          |
| 9a      | 1984 | Passeig d'aniversari            | Joan Vinyoli               |
| 8a      | 1983 | L'edat d'or                     | Francesc Parcerisas        |
| 7a      | 1982 | Haikus d'Arinsal                | Agustí Bartra              |
| 6a      | 1981 | Vell malentés                   | Joan Margarit              |
| 5a      | 1980 | Mandràgola                      | Josep María Llompart       |
| 4a      | 1979 | Estimada Marta                  | Miquel Martí i Pol         |
| 3a      | 1978 | Alicates                        | Ramón Pinyol               |
| 2a      | 1976 | Ara que es tard                 | Joan Vinyoli               |
| 1a      | 1962 | Comèdia                         | Blai Bonet                 |